# Diana Nogueira
Diana Nogueira (Vigo, 16 de enero de 1975) es una actriz y presentadora española.

## Carrera
Estudió Patología hasta que su vida cambió radicalmente como resultado de la introducción de la Miss España en 1999. No ganó el concurso, quedando finalista. Aun así, fue elegida para representar a España en Miss Universo ya que Miss España era menor de edad, y logró mantenerse como segunda dama de honor de miss Universo 1999. Y consiguiendo el título al mejor cuerpo.
Copresentó durante una temporada el programa musical Luar de TVG . En julio de 2001, reemplazó junto con Yolanda Vázquez a Paloma Ferre en la conducción del programa historias de hoy. Presentó el programa de actuaciones musicales de Gran Verbena en la TVG en 2003-04.
A la fecha octubre de 2016 entra a formar parte del elenco de actores de la serie de TVG Libro de familia.